# Route nationale 2bis (Madagaskar)

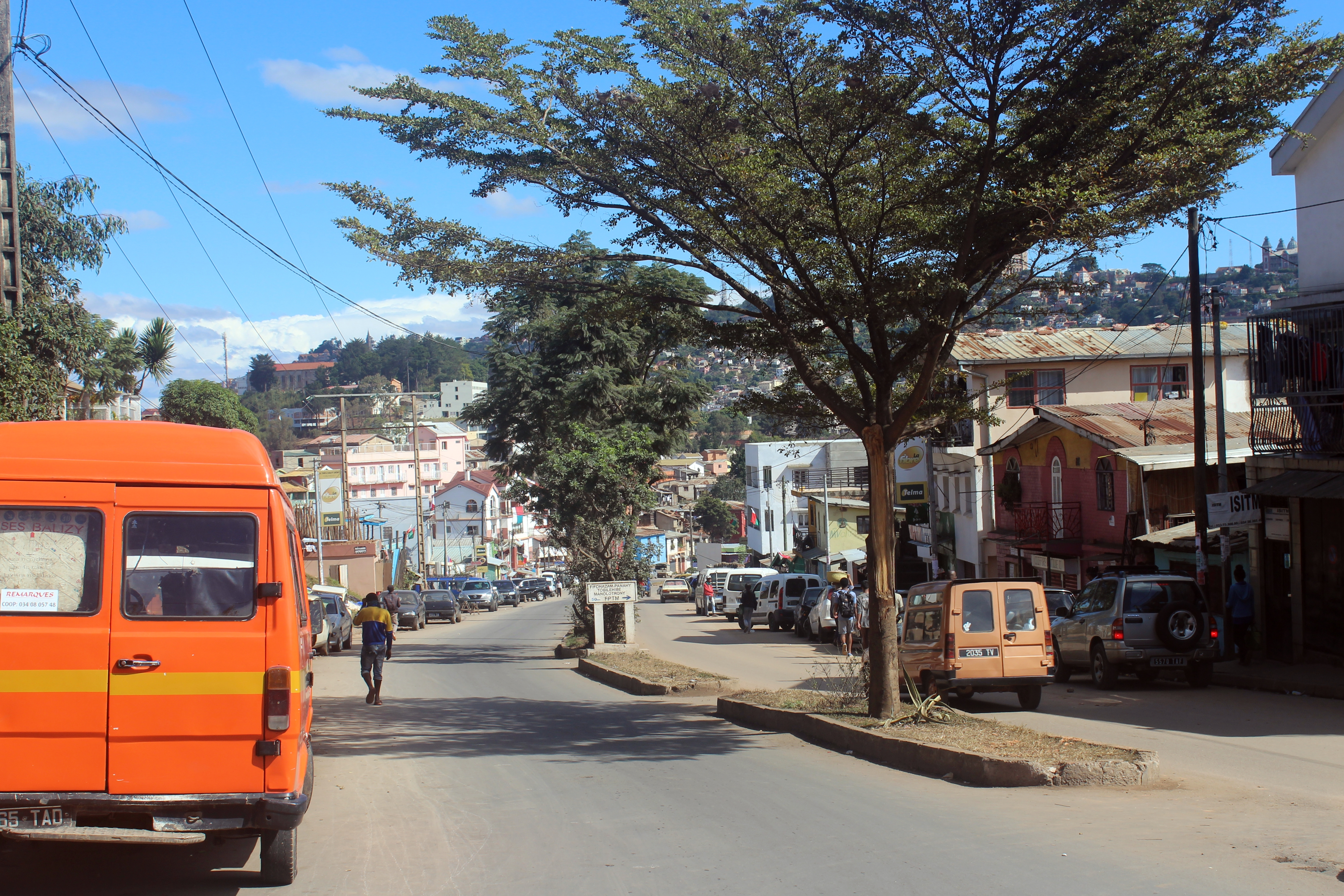
Route nationale 2bis, Blick nach Westen vom Abzweig zur Universität zum Stadtzentrum von Antananarivo

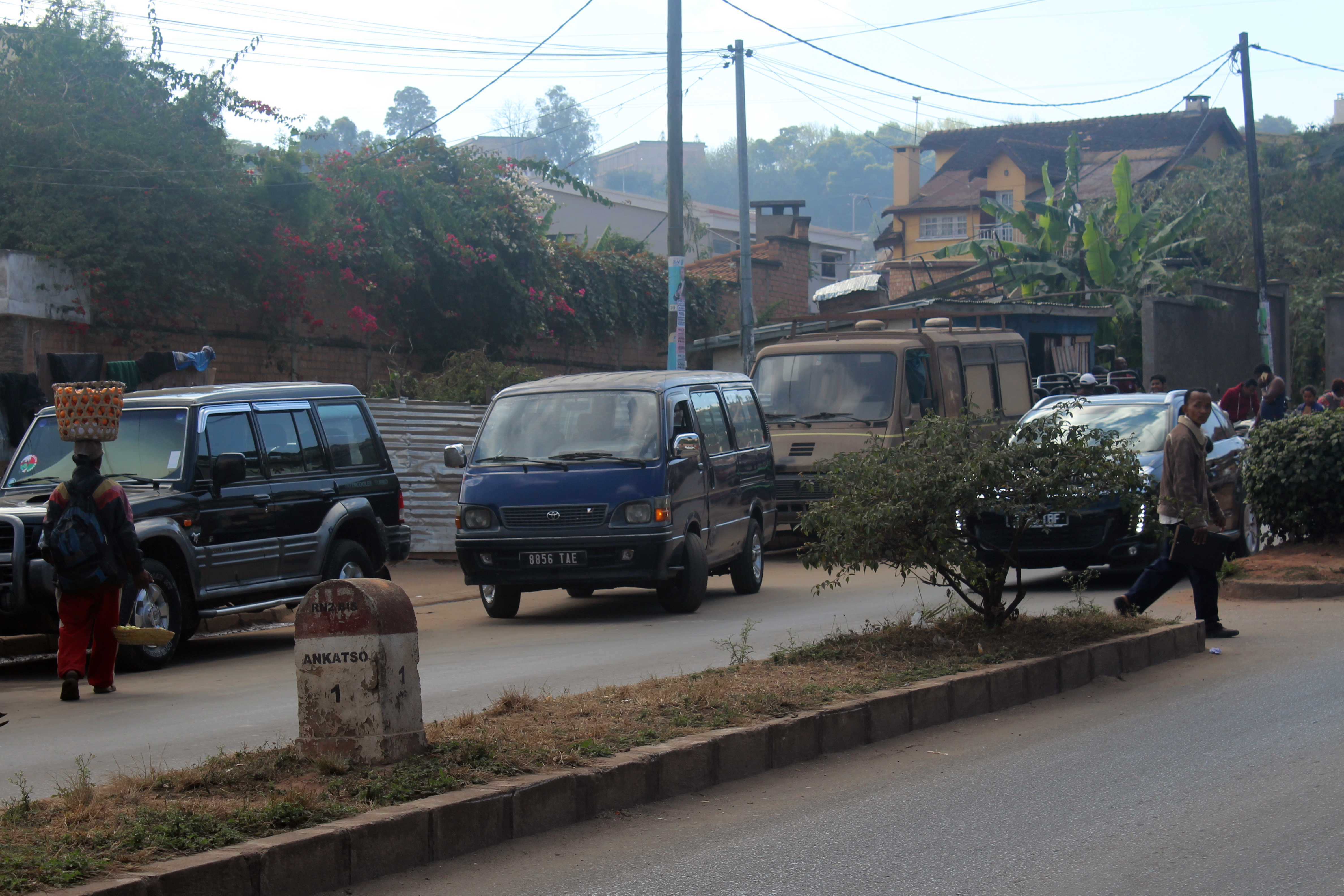
Blick von der südlichen Straßenseite auf den Kilometerstein im Mittelstreifen bei km 1

Die Route nationale 2bis (RN 2bis) ist eine 2 km lange Nationalstraße auf dem Gebiet der madagassischen Hauptstadt Antananarivo östlich des Stadtzentrums. Sie zweigt im Stadtteil Ankorahotra von der Lalana Damantsoha ab und endet am Eingang des Campus der Université d’Antananarivo. Die Straße trägt den Namen Arabe Jeneraly Charles de Gaulle. Obwohl sie vierspurig ausgebaut und durchgehend asphaltiert ist, wird sie vom Verkehrsministerium nur als temporäre Nationalstraße (route nationale temporaire) klassifiziert.